# Oeciotypa splendens
Oeciotypa splendens är en tvåvingeart som beskrevs av Ian David Whittington 2003. Oeciotypa splendens ingår i släktet Oeciotypa och familjen bredmunsflugor.
Artens utbredningsområde är Uganda. Inga underarter finns listade i Catalogue of Life.